# Quéven
Quéven är en kommun i departementet Morbihan i regionen Bretagne i nordvästra Frankrike. Kommunen ligger i kantonen Pont-Scorff som tillhör arrondissementet Lorient. År 2022 hade Quéven 8 906 invånare.

## Befolkningsutveckling
Antalet invånare i kommunen Quéven
| Referens: INSEE |